# أوليغيلا
الأوليغيلا (باللاتينية: Oligella) هي جنس من البكتيريا سلبية الغرام من فصيلة المقلّيات تتواجد في المجاري البولية للإنسان وتبقى متعايشة وأحياناً قد تسبب التهاب المجاري البولية. كما تم عزلها من المجاري البولية لحيوانات أخرى مثل الأبقار.

## أنواعها
ينتمي إلى جنس الأوليغيلا نوعان هما:
- الأوليغيلا الإحليلية Oligella urethralis (التسمية السابقة: الموراكسيلا الإحليلية)
- الأوليغيلا الحالة لليوريا Oligella ureolytica

## الأوليغيلا الإحليلية
وهي بكتريا متعايشة في المجاري البولية، وأغلب طرق عزلها هي من البول، وتكون سائدة في الرجال.
الإصابات غالباً لاعرضية.

## الأوليغيلا الحالة لليوريا
هذا النوع موجود أيضاً في المجاري البولية وعادة تصيب المرضى الذين يستخدمون القثطار البولي لفترة طويلة أو أي نوع آخر من أجهزة تصريف البول، هؤلاء المرضى يصبح لديهم نزعة لتكوين الحصيات البولية لأن هذه البكتريا تحلل البولة (اليوريا) فتجعل تفاعل البول قلوياً مما يؤدي إلى ترسب الفوسفات. قد يحدث تجرثم الدم عند المرضى المصابين بأمراض بولية شائعة.

## التشخيص
بواسطة زرع البول، وهذه البكتيريا نادراً ما تعزل، وحساسيتها للمضادات الحيوية محدودة.